# The Blue Hearts
The Blue Hearts (ザ・ブルーハーツ; Hepburn: Za Burū Hātsu), japán punk zenekar.

## Története

### Aktív évek
A The Blue Hearts nevű formációt egy örökké együtt zenélő gitáros-énekes páros, Kómoto Hiroto és Masima Maszatosi alapították 1985-ben. A zenekar azonnal befutott Japánban, az 1986-ban megjelenő The Blue Hearts című albumával, ami után további hét lemezt ontottak ki magukból.

### Feloszlás
A zenekar hatalmas sikereinek és rendszeres telt házas koncertjeik ellenére 1995-ben (pár hónappal az után, hogy a "japán ORTT" egy évre letiltotta őket a japán tévék képernyőiről) feloszlottak, Kómoto Hiroto és Masima Maszatosi pedig a tíz év együtt zenélés ideje alatt felgyülemlett, a The Blue Hearts koncepciójától igencsak eltérő ötleteket összefogó új projectbe kezdtek.

### Továbbfejlődés
A The High-Lows névre hallgató új formáció stílusa 2005-re nagyon alternatívvá vált, úgyhogy (újabb közös tíz év után) újabb feloszlás következett, és a Kómoto-Masima páros megint új zenekart alapított, ezúttal The Cro-Magnons névre keresztelve munkájukat. Ez a legújabb zenekar visszatért az eredeti The Blue Hearts stílusához, ismét a hétköznapi élet vált a dalok témájává, és a koncertek hangulata is a kezdeti kort idézi.

## Tagjai
- Kómoto Hiroto (ének, szövegíró)
- Masima Maszatosi (gitár)
- Kavagucsi Dzsunnoszuke (basszusgitár)
- Kadzsivara Tecuja (dob)
- Sirai Mikio (billentyűs)

## Diszkográfia

### Kislemezek
- 1985 (ingyenes flexi-disc, amelyet az 1985. december 24-i koncertjükön osztogattak)
- Hito ni Jasasiku (1987. február 25.)
- Linda Linda (1987. május 1.)
- Kiss Site Hosii (1987. november 21.)
- Blue Hearts Theme (1988. július 1.)
- Chernobyl (1988. július 1.)
- Train-Train (1988. november 23.)
- Love Letter (1989. február 21.)
- Aozora (1989. június 21.)
- Dzsónecu no Bara (1990. július 25.)
- Kubicuri-dai Kara (1991. április 10.)
- Ano Ko ni Touch (1991. november 28.)
- Too Much Pain (1992. március 10.)
- Jume (1992. október 25.)
- Tabibito (1993. február 25.)
- 1000 no Violin (1993. május 25.)
- Party (1993. augusztus 25.)
- Júgure (1993. október 25.)

### Stúdióalbumok
- The Blue Hearts (1987. május 21.)
- Young and Pretty (1987. november 21.)
- Train-Train (1988. november 23.)
- Bust Waste Hip (1990. szeptember 10.)
- High Kicks (1991. december 21.)
- Stick Out (1993. február 10.)
- Dug Out (1993. július 10.)
- Pan (1995. július 10.)

### Válogatásalbumok
- Blast Off! (1991. augusztus 6., csak az Államokban jelent meg)
- Meet the Blue Hearts (1995. január 1.)
- East West Side Story (1995. szeptember 25.)
- Super Best (1995. október 16.)
- The Blue Hearts Box (1999. január 1.)
- Singles 1990-1993 (1999. november 25.)
- All Time Singles: Super Premium Best (2010. február 24.)

### Koncertfelvételek
- Live All Sold Out (1996. július 1.)
- Yaon Live on ’94 6.18/19 (1997. november 25.)

### Videóalbumok
- The Blue Hearts (1987. március 21.)
- The Blue Hearts Live!: 1987.7.4 Hibija Jagai Ongakudó (1987. szeptember 1.)
- Tour ’88 Pretty Pineapple Special (1988. június 21.)
- Blue Hearts no Video - Video Clip 1987-1989 (1990. január 1.)
- Meet the Blue Hearts U.S.A. Tour 1990 (1990.)
- High Kick Tour Video Pamphlet (1991.)
- Zen-Nippon East Waste Tour ’91 (1991. szeptember 10.)
- Endless Dreams: The Blue Hearts Meet the Mutoid (1993. július 10.)
- Blue Hearts no Video 2 - Video Clip 1990-1993  (1993. november 10.)
- The Blue Hearts no Dekoboko Csindócsú (1995. július 10.)
- Blue Hearts ga Kikoenai - History of the Blue Hearts (1996. február 7.)
- Blue Hearts no Video + Maborosi no Video Fukkokuban (2004. május 26.)
- The Blue Hearts Live! (2004. május 26., tartalmazza a The Blue Hearts Live! és a Tour ’88 Pretty Pineapple Special felvételeit is)

### Egyebek
- Just a Beat Show (antológia egyéb előadókkal, 1986 május)
- The Blue Hearts King of Mix (remix album, 1994. május 25.)
- The Blue Hearts Tribute (tribute album, 2002. április 25.)
- The Blue Hearts 2002 Tribute (tribute album, 2002. augusztus 28.)
- The Blue Hearts Super Tribute (tribute album, 2003. április 2.)
- The Blue Hearts Tribute 2005 Edition (tribute album, 2005. július 20.)
- The Blue Hearts 25th Anniversary Tribute (tribute album, 2010. február 24.)

## Külső hivatkozások
- The Blue Hearts a Meldac honlapján (japánul)
- The Blue Hearts a Warner Music Group honlapján (japánul)